# Фриц Хабер
Фриц Хабер (на немски: Fritz Haber) е немски химик, носител на Нобелова награда за химия през 1918 година. Заедно с Карл Бош разработват процеса на Хабер-Бош, метод за промишлено производство на амоняк, ключов за съвременната промишлена химия.

## Биография
Роден е на 9 декември 1868 година в Бреслау, Германия (днес Полша). В периода 1886 – 1891 учи в Хайделбергския университет при Роберт Бунзен, в Берлинския университет при А. В. Хофман и в Шарлотенбургския технически колеж (днес Берлински технически университет) при Карл Либерман.
Жени се за Клара Имервар през 1901 година. Преди да започне своята академична кариера, той работи в бизнеса на баща си, който е пряко свързан с химията, и в Института за технология в Цюрих, заедно с Георг Лунге.
Докато е в Карлсруе (1894 – 1911), той и Карл Бош разработват процеса на Хабер-Бош, с който чрез катализа от водород и атмосферен азот при висока температура и налягане се получава амоняк. За своя труд получава Нобелова награда за химия през 1918 г. Процесът на Хабер-Бош е много важен за промишлената химия, тъй като производството на азотни продукти като торове, експлозиви и други от природни ресурси като селитра/ натриев нитрат от руда Нитратин (Nitratine /nitratite, soda niter or Chile saltpeter; UK: Chile saltpetre) добивана в Чили, вече не е необходимо. Избягването на малтусианската катастрофа се приписва на внезапната достъпност на евтин азотосъдържащ тор.
Занимава се активно и с проучването на химическите реакции, свързани с отделянето на топлина, с получаване на злато от морска вода, с адсорбационните ефекти и с електрохимията. Голяма част от научната му дейност в периода 1911 – 1933 е проведена в Института за физическа химия и електрохимия в Берлин-Далем. Хабер играе важна роля за развитието на химическите оръжия през Първата световна война, като част от тази работа се състои в изобретяването на противогази с абсорбиращи филтри. В известен смисъл химическите оръжия, използвани в Първата световна война, изправят един срещу друг нобеловите лауреати Фриц Хабер и французина Виктор Гриняр. Съпругата му се противопоставя на дейността му по разработването на бойни отровни вещества и се самоубива с неговото служебно оръжие след като Хабер ръководи първото използване на хлор в Ипер .
Когато проучва ефектите на отровните газове, Хабер открива проста математическа връзка между концентрацията (C) на газа и времето (t), за което той се вдишва, която се изразява с формулата C * t = k, където k е константа. С други думи, излагането за дълго време на малко количество газ може да има същите последствия (например смърт), каквито би имало излагането на голямо количество за кратко време. Тази връзка е известна като Закон на Хабер. Хабер се защитава от обвиненията за нехуманност, свързани с използването на бойни отровни вещества, като казва, че смъртта е смърт, независимо по какъв начин е причинена. През 1920-те години разработва цианидния газ „Циклон Бе“, използван като инсектицид (например като дезинфекционно средство) и по-късно в концлагерите.
Принуден е от нацистите да емигрира през 1934 г., тъй като е евреин, след като е служил дълго време на своята страна.
Умира в изгнание в Базел, Швейцария, на 29 януари 1934 година от тежка болест.